# Coppa Korać 1978-1979
La Coppa Korać 1978-1979 di pallacanestro maschile venne vinta, per il secondo anno consecutivo, dal Partizan Belgrado.

## Risultati

### Turno preliminare
| Squadra 1           | Totale    | Squadra 2          | Andata | Ritorno |
| ------------------- | --------- | ------------------ | ------ | ------- |
| Lignon Ginevra      | 160 - 138 | Progress Graz      | 77-73  | 83-65   |
| Murray Edimburgo    | 154 - 156 | Stockport Belgrade | 70-73  | 84-83   |
| T71 Dudelange       | 127 - 181 | ESM Challans       | 53-85  | 74-96   |
| Paniōnios Atene     | 185 - 191 | Pully              | 93-75  | 92-116  |
| Sunderland Sunblest | 188 - 205 | Areslux Granollers | 86-92  | 102-113 |
| Milde Sorte Vienna  | 186 - 150 | Maroussi Atene     | 114-77 | 72-73   |
| Ginásio Figueirense | 149 - 189 | Orthez             | 71-90  | 78-99   |
| Panellīnios Atene   | 112 - 134 | Verviers-Pepinster | 58-53  | 54-81   |
| MTV Wolfenbüttel    | 157 - 147 | Karşıyaka          | 77-68  | 80-79   |

### Primo turno
| Squadra 1              | Totale    | Squadra 2                 | Andata | Ritorno |
| ---------------------- | --------- | ------------------------- | ------ | ------- |
| Lignon Ginevra         | 147 - 167 | Éveil Monceau             | 79-83  | 68-84   |
| Vevey                  | 160 - 228 | Jugoplastika Spalato      | 79-106 | 81-122  |
| Stockport Belgrade     | 149 - 219 | Cibona Zagabria           | 76-104 | 73-115  |
| ESM Challans           | 178 - 225 | Cotonificio Badalona      | 92-100 | 86-125  |
| Iskra Olimpija Lubiana | 242 - 180 | Pully                     | 117-74 | 125-106 |
| Caen                   | 203 - 180 | Areslux Granollers        | 116-82 | 87-78   |
| Milde Sorte Vienna     | 164 - 173 | Hapoel Gvat/Yagur         | 82-86  | 82-87   |
| Orthez                 | 169 - 161 | Panathīnaïkos Atene       | 102-73 | 67-88   |
| Verviers-Pepinster     | 192 - 201 | Pagnossin Gorizia         | 92-85  | 100-116 |
| Slavia VŠ Praga        | 166 - 142 | MTV Wolfenbüttel          | 86-82  | 80-60   |
| Askatuak San Sebastian | 158 - 192 | Olympique Antibes         | 79-74  | 79-118  |
| Standard Liegi         | 182 - 143 | UER Pineda de Mar         | 103-70 | 79-73   |
| Hapoel Haifa           | 156 - 154 | Racing Maes Pils Mechelen | 93-70  | 63-84   |
| ŁKS Łódź               | 160 - 196 | Inter Slovnaft Bratislava | 83-98  | 77-98   |

Partizan Belgrado e Arrigoni AMG Sebastiani Rieti ammesse direttamente al turno successivo.

### Quarti di finale

#### Gruppo A
|    | Squadra                   | G | V | P | PF  | PS  | Dif | P.ti |
| -- | ------------------------- | - | - | - | --- | --- | --- | ---- |
| 1. | Arrigoni Rieti            | 6 | 5 | 1 | 514 | 451 | +63 | 11   |
| 2. | Inter Slovnaft Bratislava | 6 | 3 | 3 | 475 | 474 | +1  | 9    |
| 3. | Cibona Zagabria           | 6 | 3 | 3 | 466 | 453 | +13 | 9    |
| 4. | Orthez                    | 6 | 1 | 5 | 453 | 530 | -77 | 7    |

#### Gruppo B
|    | Squadra           | G | V | P | PF  | PS  | Dif | P.ti |
| -- | ----------------- | - | - | - | --- | --- | --- | ---- |
| 1. | Partizan Belgrado | 6 | 6 | 0 | 598 | 537 | +61 | 12   |
| 2. | Pagnossin Gorizia | 6 | 3 | 3 | 574 | 590 | -16 | 9    |
| 3. | Hapoel Haifa      | 6 | 2 | 4 | 537 | 560 | -23 | 8    |
| 4. | Olympique Antibes | 6 | 1 | 5 | 501 | 523 | -22 | 7    |

#### Gruppo C
|    | Squadra              | G | V | P | PF  | PS  | Dif | P.ti |
| -- | -------------------- | - | - | - | --- | --- | --- | ---- |
| 1. | Jugoplastika Spalato | 6 | 5 | 1 | 546 | 473 | +73 | 10   |
| 2. | Caen                 | 6 | 4 | 2 | 501 | 463 | +38 | 10   |
| 3. | Slavia VŠ Praga      | 6 | 2 | 4 | 462 | 514 | -52 | 8    |
| 4. | Èveil Monceau        | 6 | 1 | 5 | 488 | 547 | -59 | 7    |

#### Gruppo D
|    | Squadra                | G | V | P | PF  | PS  | Dif | P.ti |
| -- | ---------------------- | - | - | - | --- | --- | --- | ---- |
| 1. | Cotonificio Badalona   | 6 | 4 | 2 | 544 | 538 | +6  | 10   |
| 2. | Standard Liegi         | 6 | 4 | 2 | 534 | 498 | +36 | 10   |
| 3. | Iskra Olimpija Lubiana | 6 | 3 | 3 | 556 | 534 | +22 | 9    |
| 4. | Hapoel Gvat/Yagur      | 6 | 1 | 5 | 454 | 518 | -64 | 7    |

|  | Qualificate alle semifinali |
|  | Eliminata                   |

### Semifinali
| Squadra 1            | Totale    | Squadra 2         | Andata | Ritorno |
| -------------------- | --------- | ----------------- | ------ | ------- |
| Cotonificio Badalona | 171 - 182 | Arrigoni Rieti    | 108-95 | 63-87   |
| Jugoplastika Spalato | 192 - 195 | Partizan Belgrado | 96-97  | 96-98   |

### Finale
| Squadra 1         | Risultato | Squadra 2      |
| ----------------- | --------- | -------------- |
| Partizan Belgrado | 108 - 98  | Arrigoni Rieti |

| Coppa Korać 1978-1979       |
| --------------------------- |
| Partizan Belgrado 2º titolo |

## Formazione vincitrice
| N° | Naz.                  | Ruolo | Sportivo         |  | Alt. |       |
| -- | --------------------- | ----- | ---------------- |  | ---- | ----- |
| 4  | Jugoslavia (bandiera) | P     | Dragan Todorić   |  |      |       |
| 5  | Jugoslavia (bandiera) | G     | Dragan Kićanović |  |      |       |
| 7  | Jugoslavia (bandiera) | A     | Dušan Kerkez     |  |      |       |
| 8  | Jugoslavia (bandiera) | C     | Boban Petrović   |  |      |       |
| 9  | Jugoslavia (bandiera) | C     | Milan Medić      |  |      |       |
| 10 | Jugoslavia (bandiera) | C     | Milenko Babić    |  |      |       |
| 11 | Jugoslavia (bandiera) | C     | Miodrag Marić    |  |      |       |
| 12 | Jugoslavia (bandiera) | C     | Jadran Vujačić   |  |      |       |
| 13 | Jugoslavia (bandiera) | P     | Boris Beravs     |  |      |       |
| 14 | Jugoslavia (bandiera) | A     | Arsenije Pešić   |  |      |       |
| 15 | Jugoslavia (bandiera) | C     | Milenko Savović  |  |      |       |
| 15 | Jugoslavia (bandiera) | A     | Dražen Dalipagić |  |      | [ 1 ] |
|    | Jugoslavia (bandiera) | P     | Predrag Bojić    |  |      |       |
|    | Jugoslavia (bandiera) | A     | Goran Knežević   |  |      |       |
|    | Jugoslavia (bandiera) | All.  | Dušan Ivković    |  |      |       |